# 小行星4000
小行星4000（英語：4000 Hipparchus）是一颗围绕太阳公转的小行星。1989年1月4日，上田清二、金田宏在钏路市发现了此天体。
这颗小行星的绝对星等为173.18810等。